# Барбара Ніколс
Барбара Марі Нікірауер (англ. Barbara Marie Nickerauer), відома як Барбара Ніколс (англ. Barbara Nichols; 30 грудня 1928 року, Квінз, Нью-Йорк, США — 5 жовтня 1976 року, Голлівуд, Каліфорнія, США) — американська акторка і фотомодель.

## Біографія
Народилася 30 грудня 1928 року в Квінсі, Нью-Йорк, США.
На початку 1950-х розпочала кар'єру фотомоделі. У середині 1950-х переїхала до Голлівуду .
Після переїзду почала зніматися у фільмах та телесеріалах, часто у комедіях.
У липні 1957 року Ніколс серйозно постраждала в автокатастрофі на Лонг-Айленді, яка призвела до втрати селезінки. У 1960-х Ніколас потрапила в ще одну автокатастрофу в Південній Каліфорнії, яка призвела до розриву печінки. Ускладнення від травм, отриманих у цих автокатастрофах, виникли через понад десять років, і вона була змушена призупинити кар'єру. Зрештою, у Ніколс розвинулася небезпечна для життя хвороба печінки, і її здоров'я погіршилося.
Влітку 1976 року її доправили до Седарс-Сінайського медичного центру в Лос-Анджелесі, штат Каліфорнія, де вона впала в кому. Вона прийшла до тями на кілька днів незадовго до Дня праці, але незабаром знову впала в кому. 5 жовтня 1976 року Барбара Ніколс померла від печінкової недостатності у віці 47 років. Її батьки Джордж та Джулія Нікерауер пережили її. Вона була похована в Меморіальному парку Пайнлон у Фармінгдейлі, штат Нью-Йорк.

## Вибрана фільмографія
- 1957 — Солодкий запах успіху / Sweet Smell of Success — Рита
- 1958 — Така жінка / That Kind of Woman
- 1965 — Незабутня
- 1966 — Бетмен / Batman — Діва Мерілін (у 2 епізодах)
- 1968 — Влада
- 1976 — Вон Тон Тон — собака, який врятував Голлівуд / The Dog Who Saved Hollywood — дівчина Ніка